# أسل ضيق التويجية
أسل ضيق التويجية (الاسم العلمي: Juncus stenopetalus) نوع نباتي يتبع جنس الأسل وينتمي إلى الفصيلة الأسلية.